# Scharmerlaagveenontginning
De Scharmerlaagveenontginning is een voormalig waterschap in de provincie Groningen.
Het schap lag ten oosten van Scharmer. De oostgrens lag bij de Scharmer Ae, de zuidoostgrens langs de Goldbergweg, de zuidwestgrens ongeveer 800 m ten noorden van de Hoofdweg en de noordwestgrens lag iets ten zuiden van de Woudbloemlaan. De molen stond in het midden van de polder en sloeg uit op de Brookerswijk, die als afvoer van de Rozenburgermolenpolder diende en de laagveenontginning in tweeën splitste. Om de twee delen met elkaar te verbinden lag vlak bij de molen een onderleider.
Het schap had vijf ingelanden. Een ervan had slechts 1 ha binnen de polder en betaalde daarvoor ƒ 1,- per jaar contributie.
In 1956 werd het Scharmerbemalingswaterschap opgericht als overkoepelend waterschap voor de bemaling van onder andere de Scharmerlaagveenontginning. Dit ontginningsschap hield daarna geen taken meer over, zodat het bij de toevoeging van het bemalingswaterschap aan Duurswold over het hoofd werd gezien en pas in 1985 formeel werd opgeheven. Waterstaatkundig gezien ligt het gebied sinds 2000 binnen dat van het waterschap Hunze en Aa's.